# The Raven (album Lou Reeda)
The Raven – dwudziesty album Lou Reeda wydany 28 stycznia 2003 przez wytwórnie Sire i Reprise. Nagrań dokonano w 2002 w nowojorskich studiach: Sear Sound, Clinton Recording, Cove City Sound, Long Island, The Looking Glass oraz Roof Recording. 

## Lista utworów

### Wersja dwupłytowa (Limited Edition)

#### CD 1: Act 1
1. „The Conqueror Worm” (L. Reed) – 2:17
2. „Overture” (L. Reed) – 1:05
3. „Old Poe” (L. Reed) – 0:40
4. „Prologue (Ligeia)” (L. Reed) – 4:49
5. „Edgar Allan Poe” (L. Reed) – 3:20
6. „The Valley of Unrest” (L. Reed) – 2:26
7. „Call on Me” (L. Reed) – 2:07
8. „The City in the Sea / Shadow” (L. Reed) – 4:14
9. „A Thousand Departed Friends” (L. Reed) – 4:55
10. „Change” (L. Reed) – 2:18
11. „The Fall of the House of Usher” (L. Reed) – 8:43
12. „The Bed” (L. Reed) – 3:32
13. „Perfect Day” (L. Reed) – 3:27
14. „The Raven” (L. Reed) – 6:30
15. „Balloon” (L. Reed) – 1:01

#### CD 2: Act 2
1. „Broadway Song” (L. Reed) – 3:13
2. „The Tell-Tale Heart (Pt. 1)” (L. Reed) – 2:24
3. „Blind Rage” (L. Reed) – 3:27
4. „The Tell-Tale Heart (Pt. 2)” (L. Reed) – 1:43
5. „Burning Embers” (L. Reed) – 3:21
6. „Imp of the Perverse” (L. Reed) – 3:12
7. „Vanishing Act” (L. Reed) – 5:23
8. „The Cask” (L. Reed) – 6:41
9. „Guilty" (spoken) (L. Reed) – 2:45
10. „Guilty" (sung) (L. Reed) – 4:54
11. „A Wild Being from Birth” (L. Reed) – 5:34
12. „I Wanna Know (The Pit and the Pendulum)” (L. Reed) – 6:58
13. „Science of the Mind” (L. Reed) – 1:36
14. „Annabel Lee - The Bells” (L. Reed) – 1:41
15. „Hop Frog” (L. Reed) – 1:46
16. „Every Frog Has His Day” (L. Reed) – 1:06
17. „Tripitena's Speech” (L. Reed) – 2:19
18. „Who Am I? (Tripitena's Song)” (L. Reed) – 4:30
19. „Courtly Orangutans” (L. Reed) – 1:41
20. „Fire Music” (L. Reed) – 2:44
21. „Guardian Angel” (L. Reed) – 6:51

### Wersja jednopłytowa
1. „Overture” (L. Reed) – 1:05
2. „Edgar Allan Poe” (L. Reed) – 3:20
3. „Call On Me” (L. Reed) – 2:07
4. „The Valley of Unrest” (L. Reed) – 2:26
5. „A Thousand Departed Friends” (L. Reed) – 4:55
6. „Change” (L. Reed) – 2:18
7. „The Bed” (L. Reed) – 3:32
8. „Perfect Day” (L. Reed) – 3:27
9. „The Raven” (L. Reed) – 6:30
10. „Balloon” (L. Reed) – 1:01
11. „Broadway Song” (L. Reed) – 3:13
12. „Blind Rage” (L. Reed) – 3:27
13. „Burning Embers” (L. Reed) – 3:21
14. „Vanishing Act” (L. Reed) – 5:23
15. „Guilty” (L. Reed) – 4:54
16. „I Wanna Know (The Pit And The Pendulum)” (L. Reed) – 6:58
17. „Science of the Mind” (L. Reed) – 1:36
18. „Hop Frog” (L. Reed) – 1:46
19. „Tripitena's Speech” (L. Reed) – 2:19
20. „Who Am I? (Tripitena's Song)” (L. Reed) – 4:30
21. „Guardian Angel” (L. Reed) – 6:51

## Skład
- Lou Reed – śpiew, gitara
- Mike Rathke – gitara
- Fernando Saunders – gitara basowa, gitara
- Tony „Thunder" Smith – perkusja
- Friedrich Paravicini – pianino, instr. klawiszowe
- Jane Scarpantoni – wiolonczela, aranżacje smyczków
- Doug Wieselman – saksofon tenorowy i barytonowy
- Paul Shapiro – saksofon tenorowy
- Steve Bernstein – trąbka, aranżacja rogów
- Art Baron – puzon w „Broadway Song”
- Ornette Coleman – saksofon altowy w „Guilty”
- Frank Wulff – obój, lira korbowa w „Overture” i „The Fall of the House of Usher”
- Kate & Anna McGarrigle – dalszy śpiew
- Antoine Silverman – skrzypce
- Marti Sweet – skrzypce
- Patrick Carroll – gitara basowa i programowanie automatu perk. w „Who Am I? (Tripitena's Song)”
- Shelly Woodworth – rożek angielski w „Who Am I? (Tripitena's Song)”
- Russ DeSalvo – gitara i instr. klawiszowe w „Who Am I? (Tripitena's Song)”
- Rob Mathes – aranżacja smyczków w „Who Am I? (Tripitena's Song)”
- Ric Wake – producent w „Who Am I? (Tripitena's Song)”
- Laurie Anderson – śpiew w „Call On Me”
- Antony Hegarty – śpiew w „Perfect Day”, dalszy śpiew
- David Bowie – śpiew w „Hop Frog”
- The Blind Boys of Alabama – dalszy śpiew w „I Wanna Know (The Pit And The Pendulum)”
- Willem Dafoe – głos w „The Conqueror Worm”, „The Raven”, „The Cask” i „Prologue (Ligeia)”
- Steve Buscemi – głos w „Broadway Song”, „Old Poe” i „The Cask”
- Elizabeth Ashley – głos w „The Valley Of Unrest”
- Amanda Plummer – głos w „Tripitena's Speech”